# قصر الحنية
قصر الحنية؛ هو قصر قديم متهدم من الحجر الأسود البركاني يقع على بعد 6 كم جنوب غرب مدينة الشملي، بمنطقة حائل، المملكة العربية السعودية. حيث تم بناؤه على قمة جبل.

## الاستيطان
قيل أن قصر الحنية كان موطنًا لقبائل غطفان.

## الآثار
تميز موقع قصر الحنية بآثاره الغنية من نقوش ورسومات قديمه جدا تدل على الحضارات القديمة التي كانت تسكنها.